# Sobór Zmartwychwstania Pańskiego w Podgoricy
Sobór Zmartwychwstania Pańskiego – prawosławny sobór w Podgoricy, katedra metropolii Czarnogóry i Przymorza Serbskiego Kościoła Prawosławnego.
Budowę świątyni rozpoczęto w 1993. Jej architektami są Predrag Ristić i Jovan Popović.